# Innerbirrmoos

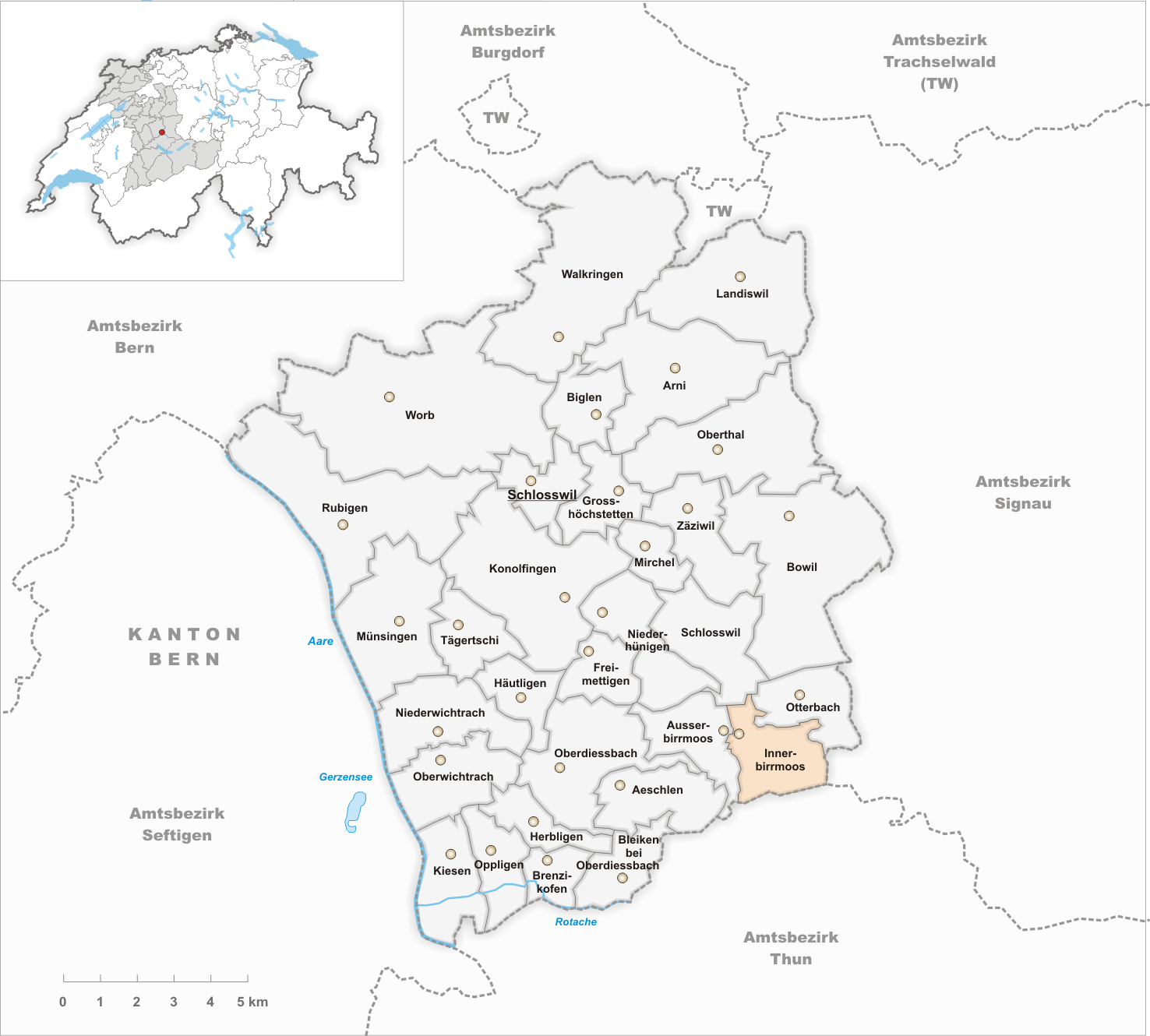
Gemeindestand vor der Fusion am 1. Januar 1946

Innerbirrmoos ist eine Ortschaft in der Gemeinde Linden im  Schweizer Kanton Bern. Am 1. Januar 1946 wurde die vormals selbständige Gemeinde mit Ausserbirrmoos und Otterbach bei Oberdiessbach zur neugebildeten Gemeinde Linden fusioniert.